# Alírezá Dábir
Alírezá Dábir (persky علیرضا دبیر‎), (* 16. září 1977 v Teheránu, Írán) je bývalý íránský zápasník volnostylař, olympijský vítěz z roku 2000.

## Sportovní kariéra
Volnému stylu se věnoval od 11 let v rodném Teheránu. Členem íránské seniorské reprezentace byl od roku 1996. V roce 1998 získal před domácím publikem titul mistra světa v bantamové váze. V roce 2000 startoval jako jeden z favoritů na olympijských hrách v Sydney. V základní skupině nezávahal a zvládl i vyhrocený semifinálový zápas s Američanem Terry Brandsem. Ve finále porazil Ukrajince Jevhena Buslovyče a získal zlatou olympijskou medaili. Od roku 2003 často laboroval se zraněními. V roce 2004 startoval na olympijských hrách v Athénách s otejpovaným pravým ramenem a nepostoupil ze základní skupiny. Sportovní kariéru ukončil po roce 2005.

## Výsledky
| Turnaj            | 1998           | 1999           | 2000           | 2001 | 2002       | 2003       | 2004       |
| Turnaj            | 21             | 22             | 23             | 24   | 25         | 26         | 27         |
| Turnaj            | bantamová váha | bantamová váha | bantamová váha |      | lehká váha | lehká váha | lehká váha |
| ----------------- | -------------- | -------------- | -------------- | ---- | ---------- | ---------- | ---------- |
| Olympijské hry    |                |                | 1.             |      |            |            | 18.        |
| Mistrovství světa | 1.             | 2.             |                | 2.   | 2.         | 35.        |            |